# Szent Miklós-templom (Győr)
A győri Szent Miklós-templom 1727-ben épült, korábban szerb ortodox, ma görögkatolikus parókia.

## Története
A Győr belvárosától nyugatra fekvő Újváros már a XVIII. században is jelentős külvárosa volt Győrnek. A győri vár törököktől való visszafoglalása (1598) után engedélyezték a rácok letelepedését. A mai Bálint Mihály utcában 1703-ban egy, a maihoz hasonló templom állt, melynek helyére 1727-ben a győri szerb ortodox közösség emelte a különböző stílusjegyeket hordozó templomot.
Mivel a XIX. század végére a győri ortodox hívők kihaltak, a szerb egyházközség vagyonát államosították, és a Rákosi-korszaktól kezdve a templom sokáig kihasználatlan volt. Ettől kezdve ezüstveretű misekönyve, ikonjai a kegytárgyakkal együtt a Szentendrei Ortodox Egyházművészeti Gyűjtemény részét képezték. Az ikonosztáziont a sorozatos betörések elől a szentendrei szerb ortodox templomba menekítették, majd a győri Xantus János Múzeumba.
Az immár elhagyatott, üres épület az összedőlés szélén állt. Végül a városvezetés úgy döntött, valamiképpen hasznosítják az épületet. Eredetileg kultúrháznak szerették volna kialakítani, de végül a görögkatolikusok kérésére a Szerb Ortodox Egyház 1997-ben átadta a templomot a Győri Görögkatolikus Egyházközségnek, mely mai napig szertartásait itt végzi.
1995-ben a templom, a paplakkal együtt felújításra került.

## Az épület
Nyolcszögletű szentélye támpilléres, a nyolcszög három oldalával zárul. Hagymasisakja a második világháború végén megsérült, 1963-ban állították helyre Káldy Barna tervei alapján.
A templom különleges értéke a copfkeretezésű ikonosztázion, és az ugyancsak copf stílusú padok sora.

## Istentiszteletek
A Szent Liturgia vasárnaponként 10:00-kor, hétköznapra eső ünnepeken 18:00-kor kezdődik.